# Contrada della Lupa

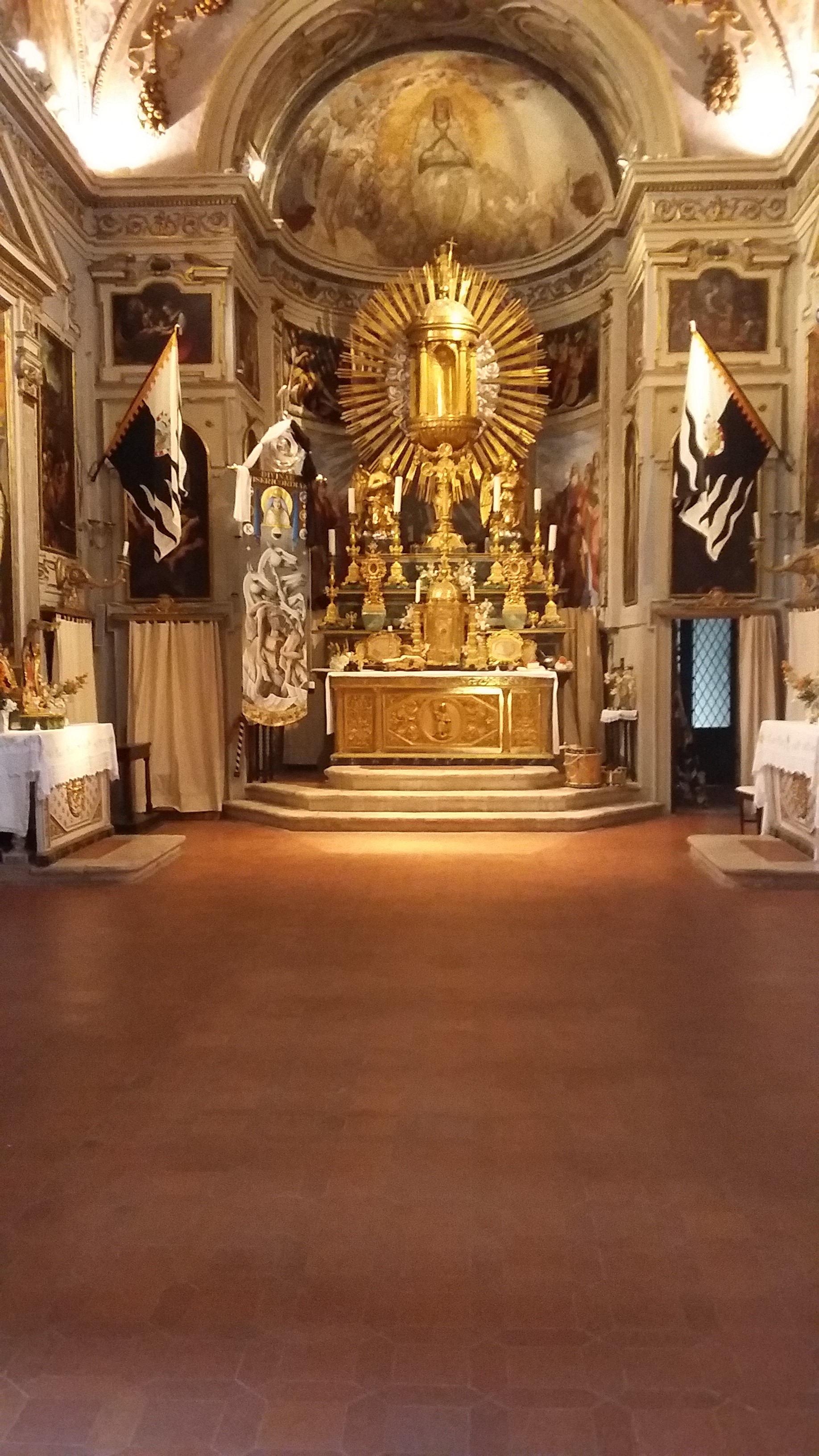
Oratorio di San Rocco dopo la vittoria del 2 luglio 2016

La Contrada della Lupa è una delle diciassette suddivisioni storiche della città toscana di Siena. Prende parte al Palio di Siena.

## Territorio

### Le strade all'epoca del Bando
Il Bando di Violante di Baviera (1730) determina la suddivisione territoriale delle diciassette Contrade di Siena facendo riferimento ai palazzi e ai loro proprietari dell'epoca, basandosi quindi sulle costruzioni più che sulle strade. Esso viene ancora oggi considerato la disposizione di base per determinare gli effettivi confini delle Contrade. Secondo il Bando relativo alla Nuova divisione dei confini delle Contrade, il territorio della Contrada della Lupa} è delimitato dalle seguenti vie e palazzi:
"Lupa. n. 14 - Dalla porta Ovile a man destra tenga quel piano fino in faccia alla chiesa di San Biagio e di lì per ambe le parti occupando la via di Valerozzi si conduca nella via maestra, e di lì tenendo la via della Posta a man destra si porti in faccia al razzo o cantonata, della piaggetta che porta alla Lizza; dalla parte di San Donato occupi le case a sinistra e per la via maestra salendo in Dogana e Ruota e scendendo alla piazza della Badia comprenda a sinistra le due chiese di San Michele e scendendo per la piaggetta abbracci la via della Stufa secca, mezza la piazza dalla parte del convento di Santa Petronilla con tutta la via di San Bastiano e del convento di San Lorenzo e per tutta Fonte nuova ritorni al piano d'Ovile."

### Le strade ai nostri giorni
Le strade che attualmente fanno parte del territorio della Contrada sono le seguenti:
- via Vallerozzi (parte)
- via dell'Abbadia (parte)
- via Montanini (parte)
- via Garibaldi (parte)
- piazza del Sale
- via della Stufa Secca

- Pian d'Ovile
- via di Fontenuova
- piazza dell'Abbadia (parte)
- piazza Salimbeni (parte)
- vicolo di Borgo Franco
- vicolo del Lavatoio

### Palazzi e monumenti
- Oratorio di San Rocco Confessore: oratorio della Contrada sito in via di Vallerozzi, dedicato al patrono della Lupa (lo si celebra il 16 agosto). Eretto nel XVI secolo, appartenne all'omonima Confraternita, finché non venne concesso alla Lupa nel 1789 per volere del Granduca Leopoldo. Al suo lato vi è posta una colonna lupata, donata dal Comune di Roma. A fianco dell'oratorio sorge la sede storico-museale.
- Fontanina battesimale: è opera dell'architetto Giovanni Barsacchi, con una lupa in bronzo realizzata da Emilio Montagnani nel 1962.

## La Lupa nel Palio
Alla Lupa sono attribuite 38 vittorie, l'ultima delle quali ottenuta il 17 agosto 2024 con il fantino Dino Pes detto Velluto su Benitos.
Nel 1785 la Lupa fece cappotto con i fantini Isidoro Bianchini detto Dorino (2 luglio) e Angelo Pacchiani detto Pacchiano (17 agosto). Nel 2016 la Contrada mette a segno una doppia impresa: oltre a perdere il poco onorevole titolo di "nonna" il 2 luglio, riesce a centrare un altro storico cappotto il 16 agosto, con lo stesso fantino (Jonatan Bartoletti detto Scompiglio) e lo stesso cavallo (Preziosa Penelope): nel corso dei secoli, era accaduto solamente alla Tartuca nel 1933 (con Fernando Leoni detto Ganascia su Folco).

## Aneddoti
Negli anni trenta Aquila, Drago, Lupa e Montone diedero vita ad una stretta alleanza chiamata "Piccola Quadruplice". Le quattro Contrade iniziarono a conquistare una notevole serie di vittorie, al punto da attirare l'attenzione delle consorelle più grandi, specie della Torre, che all'epoca era la "nonna".
Per il Palio di luglio 1937 si profilò un compatto schieramento teso a favorire il successo torraiolo. A quella carriera partecipavano Aquila, Drago e Lupa, che dopo ferventi trattative raggiunsero l'accordo con la Torre, ben prima della tratta che avrebbe deciso l'esito della corsa. Ma il 29 giugno la sorte non fu assai benevola e cambiò le carte in tavola: la Torre ebbe Rondinella, cavalla assai inferiore al fortissimo Ruello toccato alla rivale Onda; della "Piccola Quadruplice" l'unica baciata dalla fortuna fu la Lupa, altra grande favorita con il cavallo Folco. Nonostante ciò la dirigenza torraiola non si scoraggiò e iniziò a lavorare con le sue alleate, specie con la Lupa che, avendo il miglior cavallo, avrebbe dovuto giocare un ruolo determinante. Ma quando tutto sembrava deciso accadde qualcosa di imprevisto che stravolse tutti i piani della Torre. Il patto doveva infatti rimanere segreto, ma già nella serata del 1º luglio circolavano strane voci: sembra che fu il Priore della Torre a farsi sfuggire qualche parola di troppo, ormai certo della vittoria. L'intero lavoro saltò in pochi minuti, rimettendo tutto in gioco, tra l'altro all'insaputa di molti che ritenevano ormai tutto concluso. Il fantino lupaiolo Tripolino fu avvisato all'ultimo momento di tirare a vincere, senza ricevere alcuna spiegazione su questo improvviso cambio di strategia. Alla mossa la Torre partì bene, ma il binomio lupaiolo era nettamente superiore, e per Tripolino e Folco non fu difficile recuperare e vincere. A Palio concluso i torraioli inferociti si riversarono nel territorio lupaiolo, dando vita a scontri con i vincitori. Le due contrade non diventarono tuttavia rivali, per quanto vi fossero tutti i presupposti, e negli anni seguenti ripresero i tradizionali rapporti di neutralità.

## Alleanze sciolte
- Bruco, fino al 1963
- Drago, dal 1789 al 1950
- Istrice, fino al 1934
- Oca, dal 1887 al 1972

## La rivalità con l'Istrice
Prima che nascesse la loro recente quanto accesa rivalità, Lupa ed Istrice erano addirittura alleate.
Furono delle banali questioni di confine, nate negli anni trenta per una disputa di pochi metri, a far nascere i primi dissidi. Per far tornare i rapporti sereni fu istituita una commissione, che però non riuscì a far accordare le parti.
La tensione salì fino ai due Palii del 1935, quando a luglio vinse la Lupa e ad agosto l'Istrice, in entrambi i casi con il cavallo Ruello. I Numeri Unici editi in quelle occasioni dalle due Contrade riportarono serie rivendicazioni reciproche e i classici sfottò palieschi che caratterizzano ogni rivalità senese: rivalità che da allora non si è mai placata.

## Gemellaggi
Grazie alla presenza nel proprio stemma della lupa con i gemelli Romolo e Remo, la contrada è gemellata con la città di Roma.

## Vittorie

### Vittorie ufficiali
Le seguenti sono le vittorie riconosciute ufficialmente alla Lupa dal Comune di Siena e attestate nell'Albo delle vittorie del Palio di Siena.
| N° vittoria                   | Data           | Fantino                                      | Cavallo                                 |
| ----------------------------- | -------------- | -------------------------------------------- | --------------------------------------- |
| 1                             | 2 luglio 1696  | Giuseppe Galardi detto Pelliccino            | Pecoraio                                |
| Vittorie nel XVII secolo: 1   |                |                                              |                                         |
| 2                             | 16 agosto 1703 | Benedetto Bartaletti detto Stregone          | Capitanello                             |
| 3                             | 2 luglio 1723  | Giovanni Cappannini detto Capanna            | Cervio                                  |
| 4                             | 16 agosto 1727 | Giovanni Cappannini detto Capanna            | Baio di Siena                           |
| 5                             | 2 luglio 1728  | Jacomo Mazzini detto Cerrino                 | Morello di Monteroni                    |
| 6                             | 2 luglio 1740  | Giovanni Rossi detto Ministro                | Baio scuro di Buonconvento              |
| 7                             | 4 luglio 1751  | Antonio da Massa detto Maremmano             | Sauro del Mensani                       |
| 8                             | 16 agosto 1756 | Antonio Giovannetti detto Bastianone         | Sauro delle Donzelle                    |
| 9                             | 16 agosto 1758 | Antonio Giovannetti detto Bastianone         | Sauro di Giuseppe Giannotti             |
| 10                            | 16 agosto 1775 | Mattia Mancini detto Bastiancino             | Sauro di Antonio Amaddii                |
| 11                            | 2 luglio 1785  | Isidoro Bianchini detto Dorino               | Baio dorato di Giuseppe Palagi          |
| 12                            | 17 agosto 1785 | Arcangiolo Pacchiani detto Pacchiano         | Morello di Luigi Fanciulli              |
| Vittorie nel XVIII secolo: 11 |                |                                              |                                         |
| 13                            | 16 agosto 1809 | Tommaso Felloni detto Biggéri                | Morello di Domenico Pianigiani          |
| 14                            | 17 agosto 1817 | Filippo Rossi detto Vecchia                  | Castagno bruciato di Giovanni Grandi    |
| 15                            | 2 luglio 1820  | Matteo Brandani detto Brandino               | Baio di Giovanni Soldatini              |
| 16                            | 18 agosto 1833 | Giovanni Brandani detto Pipistrello          | Morello di Lorenzo Iacopi (scosso)      |
| 17                            | 16 agosto 1841 | Francesco Bianchini detto Campanino          | Tosato                                  |
| 18                            | 2 luglio 1854  | Pietro Locchi detto Paolaccino               | Morello stellino di Giovanni Paciarelli |
| 19                            | 15 agosto 1867 | Mario Bernini detto Bachicche                | Baio di Emilio Cecconi                  |
| 20                            | 17 agosto 1876 | Antonio Salmoria detto Leggerino             | Storno del Pisani                       |
| 21                            | 2 luglio 1883  | Dante Tavanti detto Il Citto                 | Morello di Giovanni Carlini             |
| 22                            | 16 agosto 1889 | Ansano Giovannelli detto Ansanello           | Sedan                                   |
| 23                            | 16 agosto 1899 | Angelo Volpi detto Bellino                   | Baia fiore in fronte di Ernesto Fabbri  |
| Vittorie nel XIX secolo: 11   |                |                                              |                                         |
| 24                            | 18 agosto 1907 | Palio straordinario corso con cavalli scossi | Gobba                                   |
| 25                            | 4 luglio 1909  | Domenico Fradiacono detto Scansino           | Baia dorata di Guido Sampieri           |
| 26                            | 16 agosto 1912 | Alfonso Menichetti detto Nappa               | Sauro di Benvenuto Fineschi             |
| 27                            | 2 luglio 1923  | Angelo Serio detto Pirulino                  | Baietta                                 |
| 28                            | 2 luglio 1935  | Tripoli Torrini detto Tripolino              | Ruello                                  |
| 29                            | 2 luglio 1937  | Tripoli Torrini detto Tripolino              | Folco                                   |
| 30                            | 2 luglio 1945  | Lorenzo Provvedi detto Renzino               | Mughetto                                |
| 31                            | 16 agosto 1948 | Albano Nucciotti detto Ranco                 | Noce                                    |
| 32                            | 2 luglio 1952  | Ivan Magnani detto Il Terribile              | Niduzza                                 |
| 33                            | 2 luglio 1973  | Rosario Pecoraro detto Tristezza             | Panezio                                 |
| 34                            | 2 luglio 1989  | Dario Colagè detto Il Bufera                 | Vipera (scosso)                         |
| Vittorie nel XX secolo: 11    |                |                                              |                                         |
| 35                            | 2 luglio 2016  | Jonatan Bartoletti detto Scompiglio          | Preziosa Penelope                       |
| 36                            | 16 agosto 2016 | Jonatan Bartoletti detto Scompiglio          | Preziosa Penelope                       |
| 37                            | 16 agosto 2018 | Giuseppe Zedde detto Gingillo                | Porto Alabe                             |
| 38                            | 17 agosto 2024 | Dino Pes detto Velluto                       | Benitos                                 |
| Vittorie nel XXI secolo: 4    |                |                                              |                                         |

#### Statistiche
- I fantini più vittoriosi per la Lupa nella storia del Palio sono Capanna, Bastianone, Tripolino e Scompiglio, con 2 successi ciascuno.
- Brandino è il fantino che ha corso più Palii per la Lupa: 8 (di cui uno vinto).[1]
- Sono 25 i fantini che hanno esordito correndo nella Lupa. Due di essi sono riusciti a vincere in occasione del debutto con il giubbetto bianconero: Renzino, il 2 luglio 1945, e Il Bufera, il 2 luglio 1989.[2]
- Il cavallo più vittorioso per la Lupa è Preziosa Penelope, con 2 successi.
- I cavalli che hanno corso più carriere per la contrada di Vallerozzi sono Archetta e Danubio, con 3 Palii disputati ciascuno.[3]
- La Lupa ha "fatto cappotto", cioè ha vinto entrambi i Palii ordinari dello stesso anno, due volte: nel 1785 e nel 2016.
- Con 38 vittorie, la Lupa è all'undicesimo posto tra le Contrade per numero di Palii ufficiali vinti.
- La Lupa ha vinto 36 Palii ordinari (ripartiti nel numero di 18 a luglio e altrettanti ad agosto) e 2 Palii straordinari.
- La Lupa ha vinto due volte con il cavallo scosso: il 18 agosto 1833 e il 2 luglio 1989; a tali vittorie, si aggiunge quella riportata nella carriera del 18 agosto 1907, disputata senza fantini.
- La Lupa ha ricevuto tre volte la "cuffia" (cioè, è stata la Contrada che non vinceva da più tempo): dal 2 luglio 1796 (quando la ricevette dall'Aquila) al 16 agosto 1809 (allorché la cedette al Drago); dal 2 luglio 1963 (cuffia ricevuta dalla Pantera) al 2 luglio 1973 (cuffia ceduta al Leocorno); e dal 16 agosto 2009 (cuffia ricevuta dalla Civetta) al 2 luglio 2016 (cuffia ceduta all'Aquila). In quest'ultima occasione la Lupa divenne la prima, e ad oggi unica, contrada ad essersi tolta la cuffia e aver fatto cappotto nello stesso anno.
- Il periodo più lungo senza vittorie per la Lupa fu dal 2 luglio 1989 al 2 luglio 2016, per un totale di 27 anni.[4] Nell'intervallo dal 2 luglio 1952 al 2 luglio 1973, la Contrada stabilì il suo record negativo di Palii persi consecutivamente: 30.[5]

### Vittorie attribuite
La Lupa si attribuisce 41 vittorie, tre in più rispetto a quelle riconosciutele dal Comune:
| N° vittoria | Data           | Fantino                     | Cavallo | Cavallo |
| ----------- | -------------- | --------------------------- | ------- | --- |
| 1           | 1º agosto 1595 | ?                           | ?       | |
| 2           | 2 luglio 1615  | ?                           | ?       | |
| 3           | 2 luglio 1664  | Simone Mastacchi detto Mone | ?       | Palio ufficialmente assegnato alla Civetta per squalifica, decisa dal governatore di Siena Mattias de' Medici, della Lupa giunta prima con il cavallo scosso |

### Altre vittorie
Seguono le vittorie documentate della Lupa in manifestazioni diverse dal Palio alla tonda disputato in Piazza del Campo.
| Tipologia     | Data          | Note                              |
| ------------- | ------------- | --------------------------------- |
| Palio rionale | ? giugno 1591 | Carriera indetta dal Valdimontone |
| Bufalata      | 1 agosto 1599 | Carriera organizzata dall'Onda    |
| Bufalata      | 1631          | -                                 |

## Masgalano
La Lupa ha vinto per otto volte il Masgalano, premio destinato alla Comparsa ritenuta dall'apposita giuria la migliore per eleganza, dignità di portamento e coordinazione nella Passeggiata che precede ciascuno dei due Palii disputati nello stesso anno.
| Numero | Palio/ Anno    | Committente                                   | Autore                                                         | Dedica                                                                                     |
| ------ | -------------- | --------------------------------------------- | -------------------------------------------------------------- | ------------------------------------------------------------------------------------------ |
| 1      | 16 agosto 1952 | Accademia dei Rozzi                           | Vittorio Zani                                                  | -                                                                                          |
| 2      | 1974           | Sorelle dei poveri di Santa Caterina da Siena | Bottega Orafa Italiana                                         | Al primo centenario della fondazione della congregazione e alla fondatrice Savina Petrilli |
| 3      | 1976           | Azienda Autonoma di Turismo di Siena          | Bottega Orafa Italiana                                         | Sessantesimo anniversario della Scuola di lingua e cultura italiana per stranieri          |
| 4      | 1993           | Amministrazione Provinciale di Siena          | Fabio Belleschi                                                | -                                                                                          |
| 5      | 1994           | Associazione di Pubblica Assistenza di Siena  | Alberto Inglesi                                                | Primo centenario della fondazione dell'Associazione di Pubblica Assistenza di Siena        |
| 6      | 1998           | Comitato Senesi extramoenia                   | Pier Luigi Olla                                                | -                                                                                          |
| 7      | 2010           | Associazione Volontari Ospedialieri di Siena  | Pier Luigi Olla                                                | -                                                                                          |
| 8      | 2012           | Società di Contrada                           | Studenti dell'Istituto d'Arte "Duccio di Buoninsegna" di Siena | -                                                                                          |

### Minimasgalano
A partire dal 1973, nel mese di ottobre si celebra la manifestazione del "Minimasgalano", nata su iniziativa della Torre e riservata ai bambini di tutte le contrade che alla data del 31 ottobre dell'anno in corso non abbiano ancora compiuto 14 anni.
Una giuria di sei membri (tutti facenti parte del Comitato Amici del Palio) valuta la comparsa di ogni contrada, composta da un tamburino e due alfieri, i quali si esibiscono in Piazza del Campo nelle fasi previste per l'assegnazione del Masgalano.
La Lupa si è aggiudicata il premio tre volte.
| Numero | Anno | Committente                           | Autore                   |
| ------ | ---- | ------------------------------------- | ------------------------ |
| 1      | 1991 | Letizia Regoli                        | Roberto Barbagli         |
| 2      | 1997 | Caterina Cafarelli e Marcello Bellini | Comitato Amici del Palio |
| 3      | 2008 | Riccardo Pucci                        | UISP - sezione di Siena  |

## Numeri Unici
Il Numero Unico è una speciale pubblicazione con cui tradizionalmente una Contrada celebra la vittoria di un Palio.
Il primo Numero Unico fu pubblicato dal Nicchio in seguito alla sua vittoria nel Palio del 16 agosto 1932. Buona parte dei successivi Palii disputati negli anni '30 e tutti i Palii disputati a partire dal secondo dopoguerra sono stati celebrati dalla contrada vincitrice con la pubblicazione di un Numero Unico.
Dai primi esemplari, piccoli opuscoli consistenti di poche decine di pagine, si è progressivamente giunti a veri e propri libri arricchiti da centinaia di fotografie e contenenti articoli sulla carriera vittoriosa e sui suoi protagonisti, pillole sulla storia della Contrada e gli immancabili scherni all'eventuale avversaria.
Il primo Numero Unico della Lupa fu "Et Urbis et Senae signum et decus", edito a celebrare la conquista del Palio del 2 luglio 1935.
Alla successiva vittoria del 2 luglio 1937 non seguì la pubblicazione del Numero Unico, che tuttavia la Lupa ha ripreso ininterrottamente dal successo nella carriera del 2 luglio 1945. In occasione del cappotto del 2016, la contrada di Vallerozzi pubblicò un solo Numero Unico, relativo a entrambe le vittorie di quell'anno.
In totale, la Lupa ha pubblicato nove Numeri Unici, l'ultimo in occasione della conquista del Palio del 17 agosto 2024.
| Numero | Palio                     | Titolo                            |
| ------ | ------------------------- | --------------------------------- |
| 1      | 2 luglio 1935             | Et Urbis et Senae signum et decus |
| 2      | 2 luglio 1945             | Romolo e Remo presentano          |
| 3      | 16 agosto 1948            | Ci risiamo...                     |
| 4      | 2 luglio 1952             | Che famiglia!                     |
| 5      | 2 luglio 1973             | Vent'anni dopo                    |
| 6      | 2 luglio 1989             | Regina                            |
| 7      | 2 luglio e 16 agosto 2016 | Duemilasedici                     |
| 8      | 16 agosto 2018            | Sottosopra                        |
| 9      | 17 agosto 2024            | Addosso                           |